# Parco regionale del bacino idrografico del fiume Sarno
Il parco regionale del fiume Sarno è un'area naturale protetta della regione Campania che comprende la maggior parte dei comuni attraversati dal Sarno (tra la città metropolitana di Napoli e l'agro nocerino-sarnese, in provincia di Salerno). Il parco è stato istituzionalmente riconosciuto con la delibera n. 2211 del 27 giugno 2003 che ne costituisce l'ente, che ha come obiettivo, tra gli altri, quello di attuare una politica di sviluppo e salvaguardia del territorio.

## Territorio

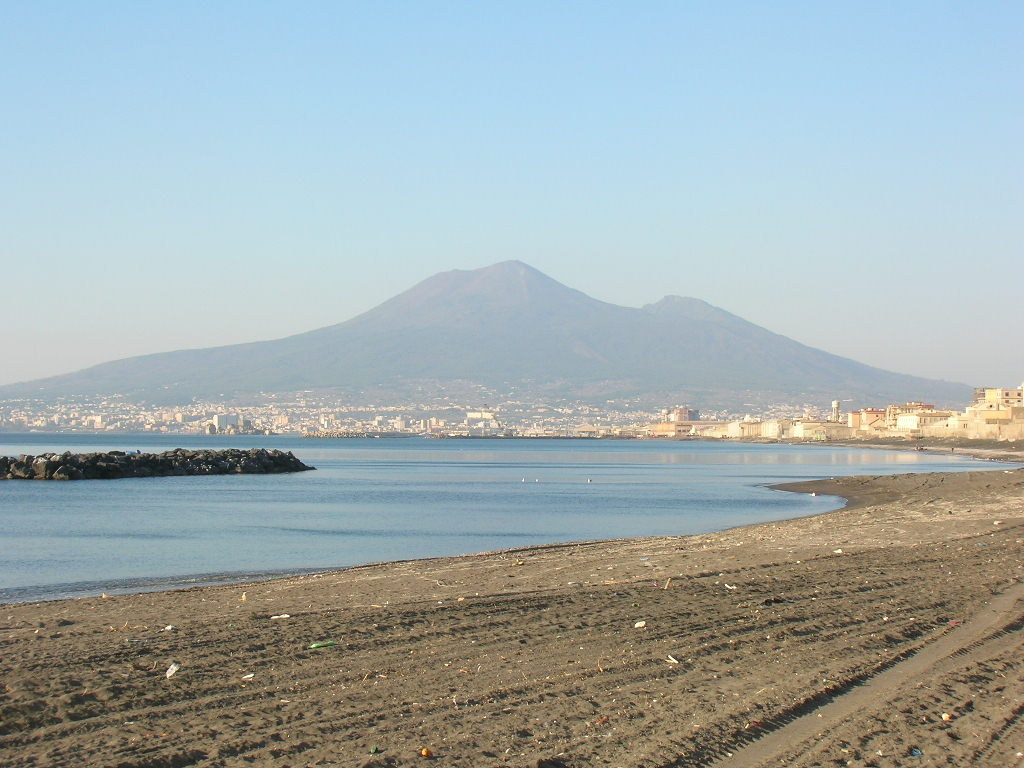
Luogo balneare di Castellammare di Stabia e sullo sfondo il Vesuvio

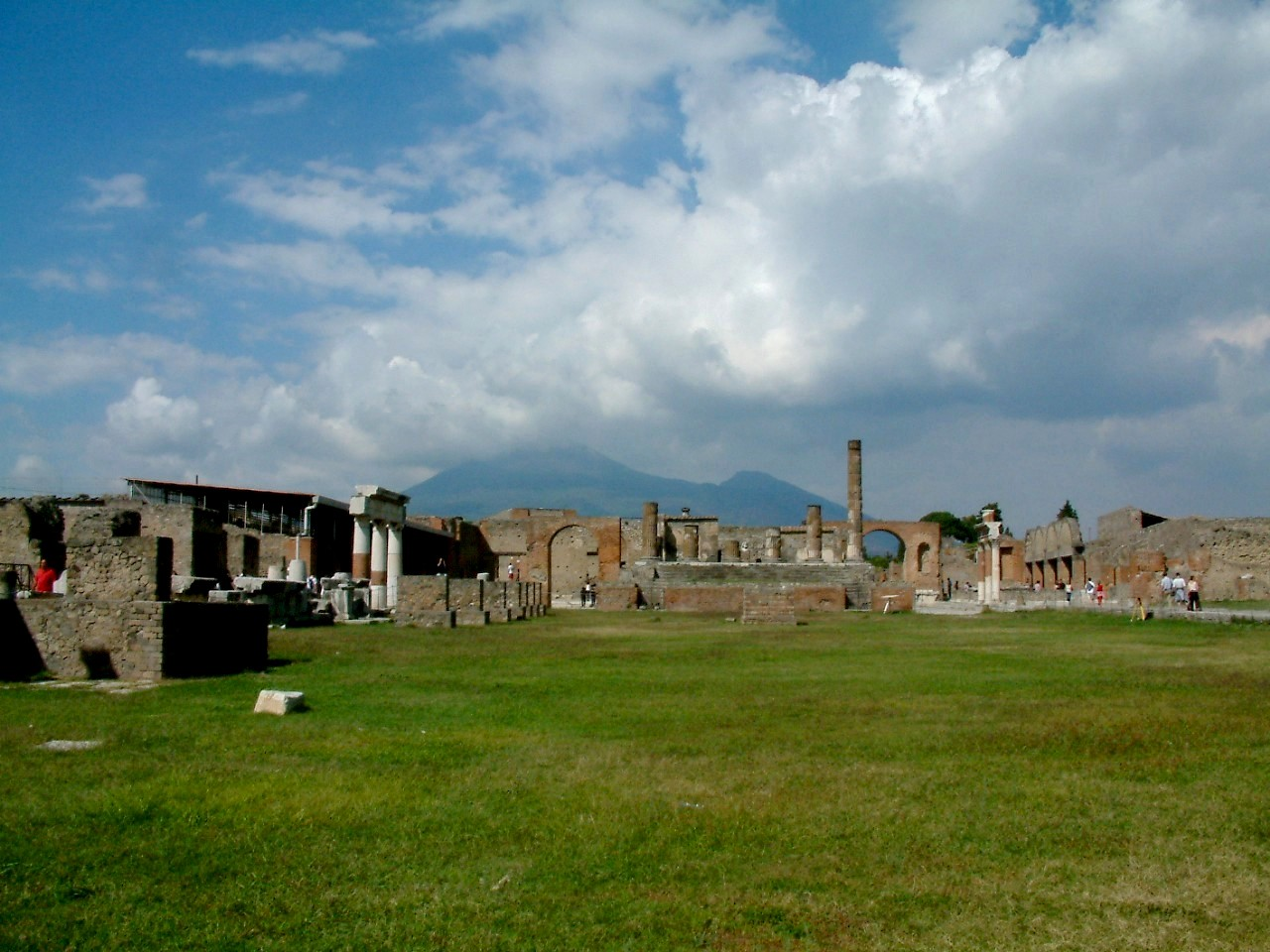
Scavi di Pompei

L'area geografica gestita dall'ente comprende la maggior parte dei comuni che il fiume Sarno attraversa. L'area del Parco, malgrado il degrado che deriva dall'inquinamento del fiume, è caratterizzata da bellezze naturali paesaggistiche e bellezze storico architettoniche di rilevanza nazionale e internazionale.

### Comuni dell'area
I comuni che appartengono al parco regionale del Sarno sono:
- Angri (SA)
- Castellammare di Stabia (NA)
- Nocera Inferiore (SA)
- Poggiomarino (NA)
- Pompei (NA)
- San Marzano sul Sarno (SA)
- San Valentino Torio (SA)
- Sarno (SA)
- Scafati (SA)
- Striano (NA)
- Torre Annunziata (NA)

## Luoghi di interesse
Tra i siti di maggiore importanza, oltre a Pompei i cui scavi archeologici sono patrimonio dell'umanità per l'UNESCO, ci sono anche Torre Annunziata e Castellammare di Stabia che rappresentano importanti centri archeologici che risalgono all'Impero romano, l'artistica città di Nocera Inferiore con la Basilica Cattedrale, il Monastero di Sant'Anna, la Chiesa di San Matteo, il Castello medievale, gli scavi archeologici, il Santuario di Montalbino, la città di Sarno che custodisce un centro storico di notevole importanza artistico ed architettonico con il Santuario di Maria Santissima delle Tre Corone e, di fronte, la Chiesa dell'Immacolata, la Chiesa monumentale di San Francesco d'Assisi e l'attiguo pregevole Chiostro, la Basilica Insigne Collegiata di San Matteo Apostolo ed Evangelista con il Borgo medievale di Terravecchia e staccato dal centro storico il Duomo di Episcopio, il centro storico di Striano con la Porta civica di San Nicola, il centro medievale di Angri, il sito archeologico di Longola a Poggiomarino, e le località balneari (come Pozzano) appartenenti al Comune di Castellammare di Stabia. Nel comune di Scafati, invece, è presente l'antica abbazia cistercense di Santa Maria di Realvalle sorta nel 1274; la chiesa madre Santa Maria delle Vergini costruita attorno al XV secolo ed il Polverificio Borbonico del 1852.

## Economia

### Agricoltura

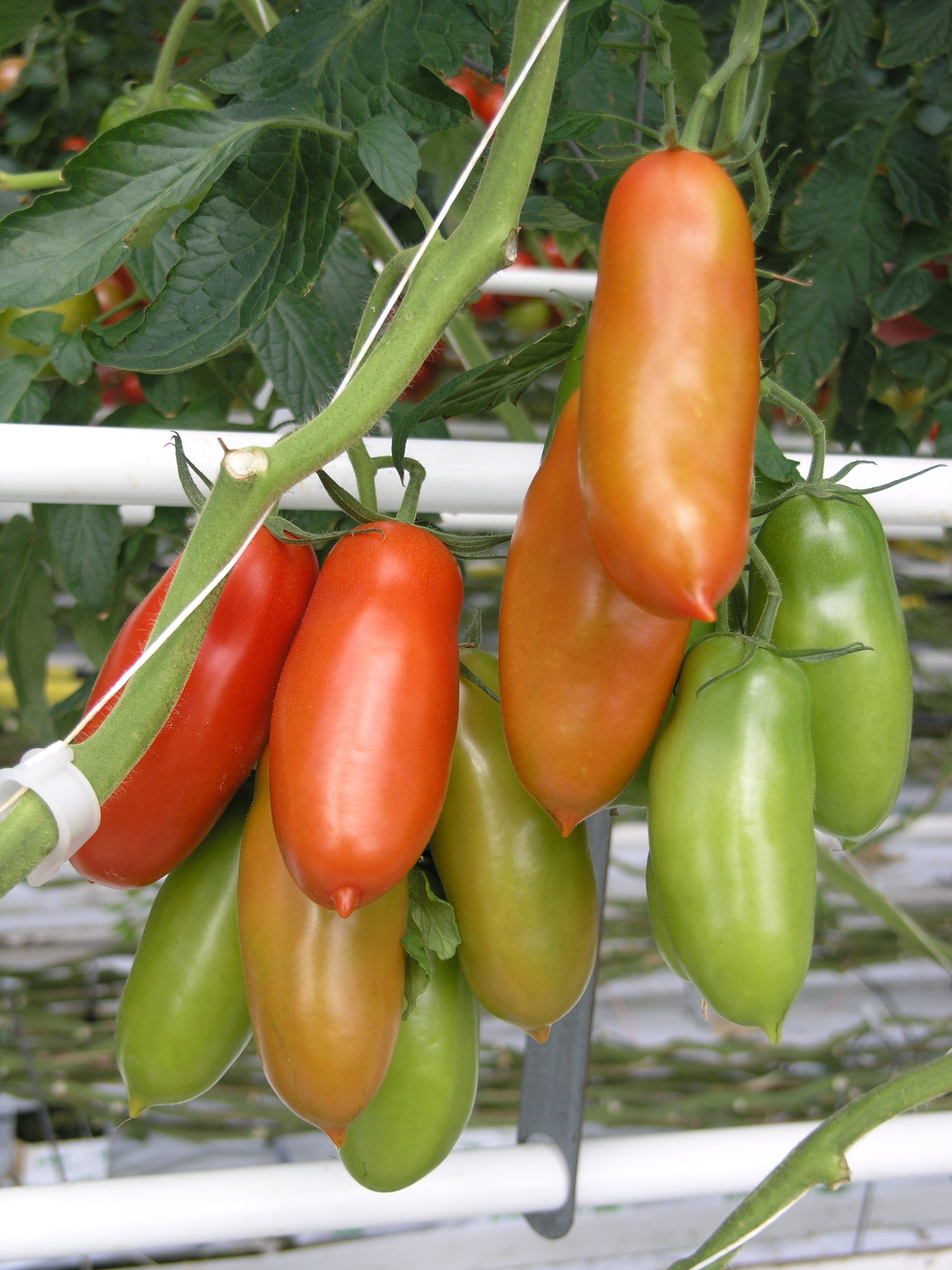
Pomodori San Marzano

L'agricoltura è diffusa soprattutto in zone quali San Marzano sul Sarno, San Valentino Torio, Striano, Sarno, Poggiomarino e Nocera Inferiore. I prodotti agricoli tipici del luogo (con marchio DOP) sono il pomodoro San Marzano, il friariello, la patata novella campana, il cipollotto nocerino e la percoca.

### Industria
Varie realtà industriali di conserve di pomodoro sono situate presso Sarno, Angri, Nocera Inferiore, San Marzano sul Sarno, San Valentino Torio, Scafati e Striano mentre una delle principali fonti di reddito di Castellammare di Stabia sono i cantieri navali.

### Turismo
I comuni della valle del Sarno che vivono anche di turismo sono principalmente Pompei e Castellammare di Stabia. Fonte di reddito per San Marzano sul Sarno, oltre all'agricoltura, è anche la presenza in città di diversi alberghi e ristoranti.